# Оргіїв
Оргі́їв (рум. Orhei, Орхей; їд. אוריװ і אוריעװ,  Ури́в ) — місто в Молдові за 46 км від залізничної станції Кишинів, центр Оргіївського району. Розташований на річці Реут.
На південь від міста розташований Національний парк Орхей.

## Історія

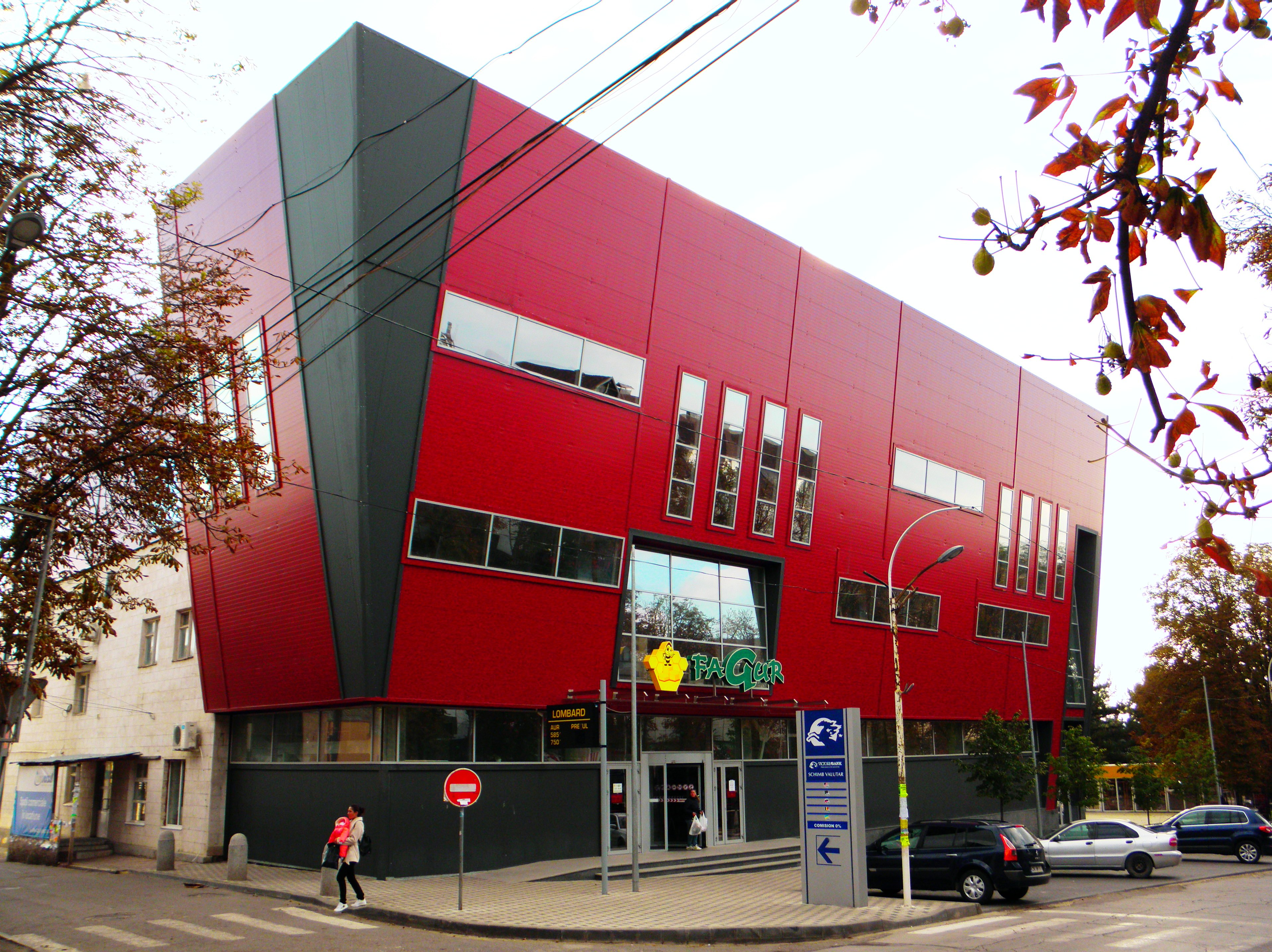
Сучасна архітектура міста

Час заснування міста невідомий. Поселення побудоване на місці дакійської фортеці Петродава, відомої також під ім'ям Старого Орхея (рум. Orhei Vechi). Залишки фортеці з підземними ходами збереглися до наших днів. Вони розташовані між селами Требужень та Бутучень. Тут були знайдені стародавні речі й монети. Запорожці називали Оргіїв Іргеєвим; на Русі він був відомий за старих часів за назвою Орига або Оригіва. Оргіїв оспіваний в гайдуцьких піснях як край вільності. 
До 1812 року тут була резиденція турецьких сардарів, що управляли північною частиною Бессарабії. 1835 року містечко Старий Орхей перейменоване в повітове місто Оргіїв. 
Під час Яссько-Кишинівської операції місто було практично повністю знищене артилерійським вогнем і бомбуваннями. Але після закінчення війни воно відбудоване заново.
У 1991 році після виходу Молдавської РСР із Радянського Союзу, знаходиться в незалежній Молдові.
У цьому місті знаходиться церква Святого Думітру, побудована Василем Лупул.

## Населення
Населення поселення в 1920 році оцінювалося в 25 000 осіб.
Станом на 1991 рік населення Орхеї становило 39,1 тис. жителів.
За даними перепису 2014 року, населення місті становило 21 065 жителів (що робить його дев'ятим за величиною містом Молдови), зменшившись порівняно з попереднім переписом 2004 року, коли було зареєстровано 25 641 жителя. З них 10 032 чоловіки та 11 033 жінки.

## Економіка
Місті була розвинута тютюнова промисловість. Місцевість також відома виробництвом вина.

## Релігія

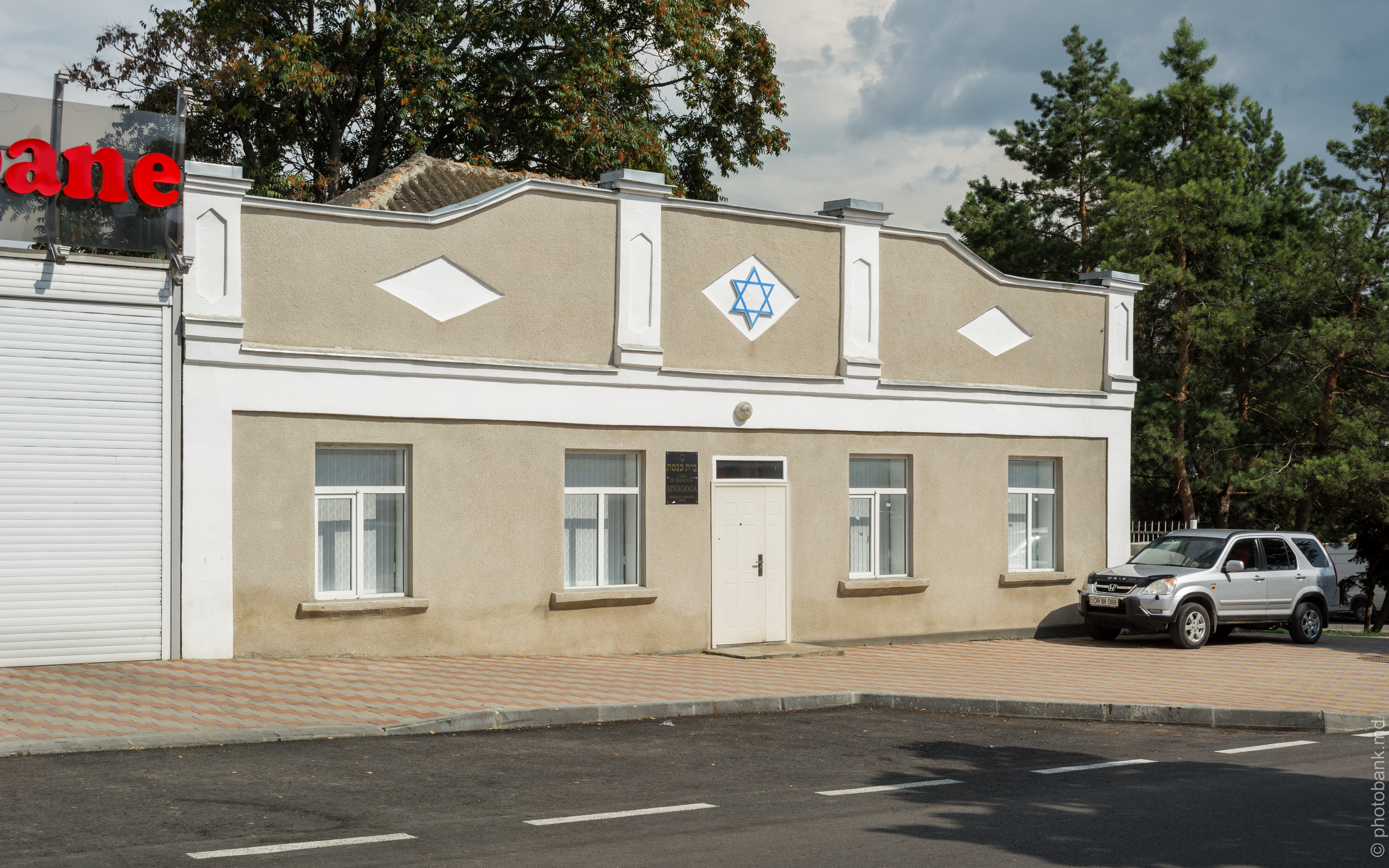
Синагога

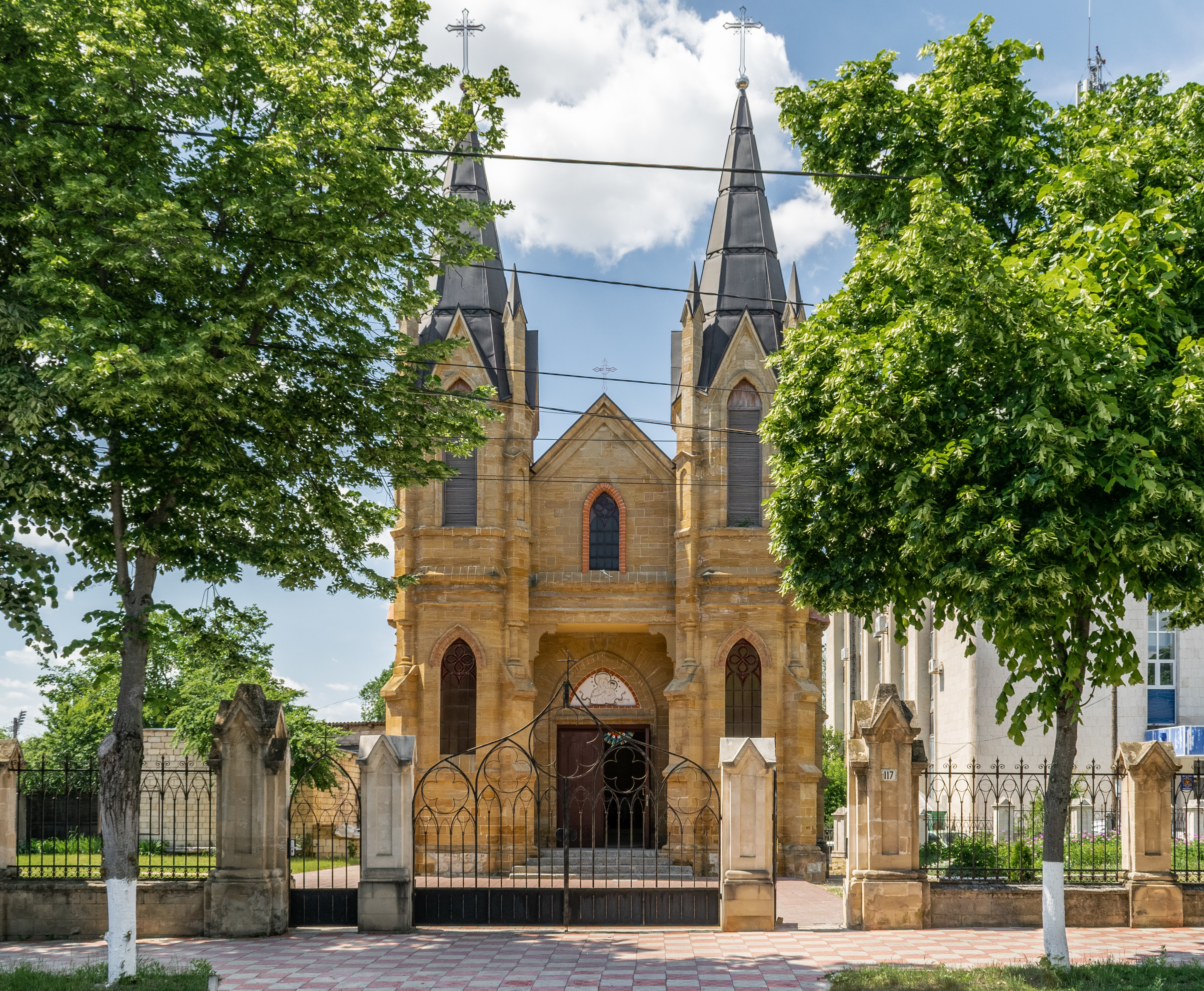
Римо-католицький костьол

До Другої світової війни тут проживало багато євреїв, зберігся великий єврейський цвинтар. У громаді залишилася одна діюча синагога. Головні храми міста - румунська православна, баптистська, римо-католицька.

## Пам'ятники
У 2021 році поставлено румунського короля Фердинанда I. Автор молдавский скульптор В'ячеслав Жиглицький

## Спорт
У місті базується ФК «Мілсамі». Команда виграла Національний дивізіон Молдови в 2015 році.

## Символи міста

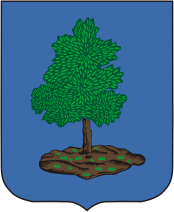
герб 1826 року

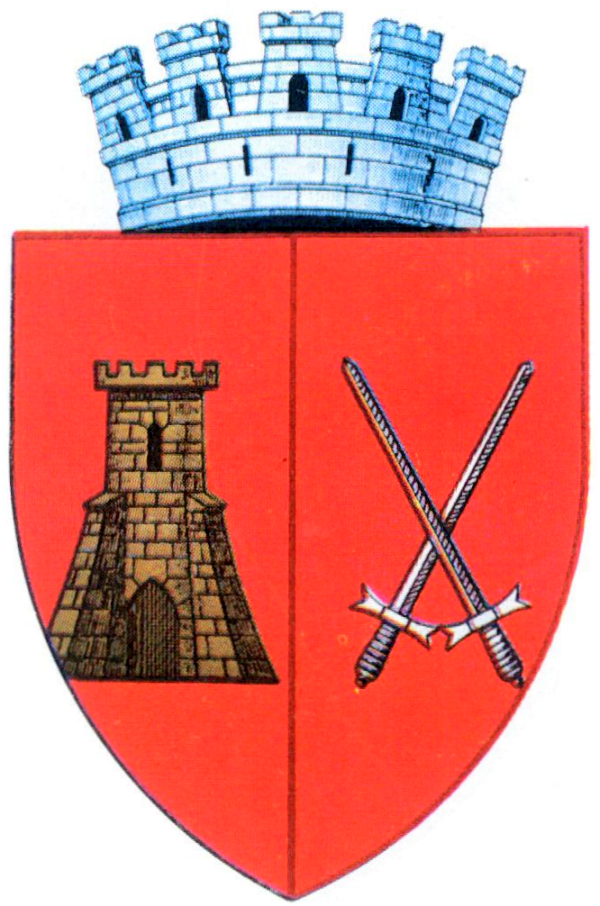
Міжвоєнний герб

Герб, прийнятий 2 квітня 1826 року, «у знак достатку цього цинута лісами представляє дерево в блакитному полі».
Герб Орхея, прийнятий в 1930 році, являє собою «щит розсічений червоний. У першій частині золота зубчаста вежа із закритими воротами й контрфорсами й відкритими чорними вікнами. У другій частині дві срібні перехрещені шпаги, розташовані рукоятками вниз. Щит увінчаний срібною міською короною з 5 вежами. Символізує давню Орхейську міцність і боротьбу за її захист».
Сучасний прапор Орхея був затверджений 18 вересня 1997 року. Він із трьох горизонтальних смуг: угорі біла смуга, посередині червона, унизу жовта. На червоній смузі, ширина якої дорівнює половині ширини прапора, розташовані дві зірки — золота (жовта) зверху й срібна (біла) знизу. Прообразом прапора послужив міський герб, затверджений одночасно із прапором. У гербі золота й срібна зірки супроводжують фігуру коня, що біжить.

## Відомі оргіївці
- Альтман Іоганн Львович, театральний критик, літературознавець.
- Амарфій Лілія Яківна (1949—2010) — солістка Московського театру оперети, народна артистка Російської Федерації з 1998 року.
- Бадєєв Йосип Ісаакович, партійний діяч.
- С. Бен-Цион, поет і письменник.
- Волонтір Міхай Єрмолайович, актор, навчався в Оргіїві.
- Глущенко Марія Давидівна (1905—1989) — українська художниця.
- Гохберг Ізраїль Цудикович, математик, до 1941 року вчився в Оргіїві.
- Меір Дизенгоф[en], перший мер Тель-Авіва, суспільний діяч.
- Дімо Микола Олександрович, ґрунтознавець.
- Довид Батіг, поет і учасник Французького Опору.
- Зісліс Вольф Львович, бессарабський підпільник.
- Вадим Келугер, молдовський футболіст.
- Коган Мойсей Герцевич, французький скульптор і графік.
- Коган Шнеєр Герцевич, бессарабський художник, засновник і професор Кишинівської школи живопису (Кишинівське художнє училище).
- Крюков Борис Іванович — український живописець, графік, мозаїст.
- Левензон Пилип Якович, радянський воєначальник, комбриг.
- Авігдор Ліберман, ізраїльський політик.
- Машкауцан Шабса Менделевич, учасник Другої Світової війни, Герой Радянського Союзу (1945).
- Рабинович Йосип, протестантський місіонерський діяч, засновник юдео-християнської. громади в Кишинів
- Фельдман Дмитро Мойсейович, кінооператор.
- Фіхман Хакобо, аргентинський поет.

## Міста побратими
- Біказ, Румунія
- П'ятра-Нямц, Румунія[6]

## Світлини

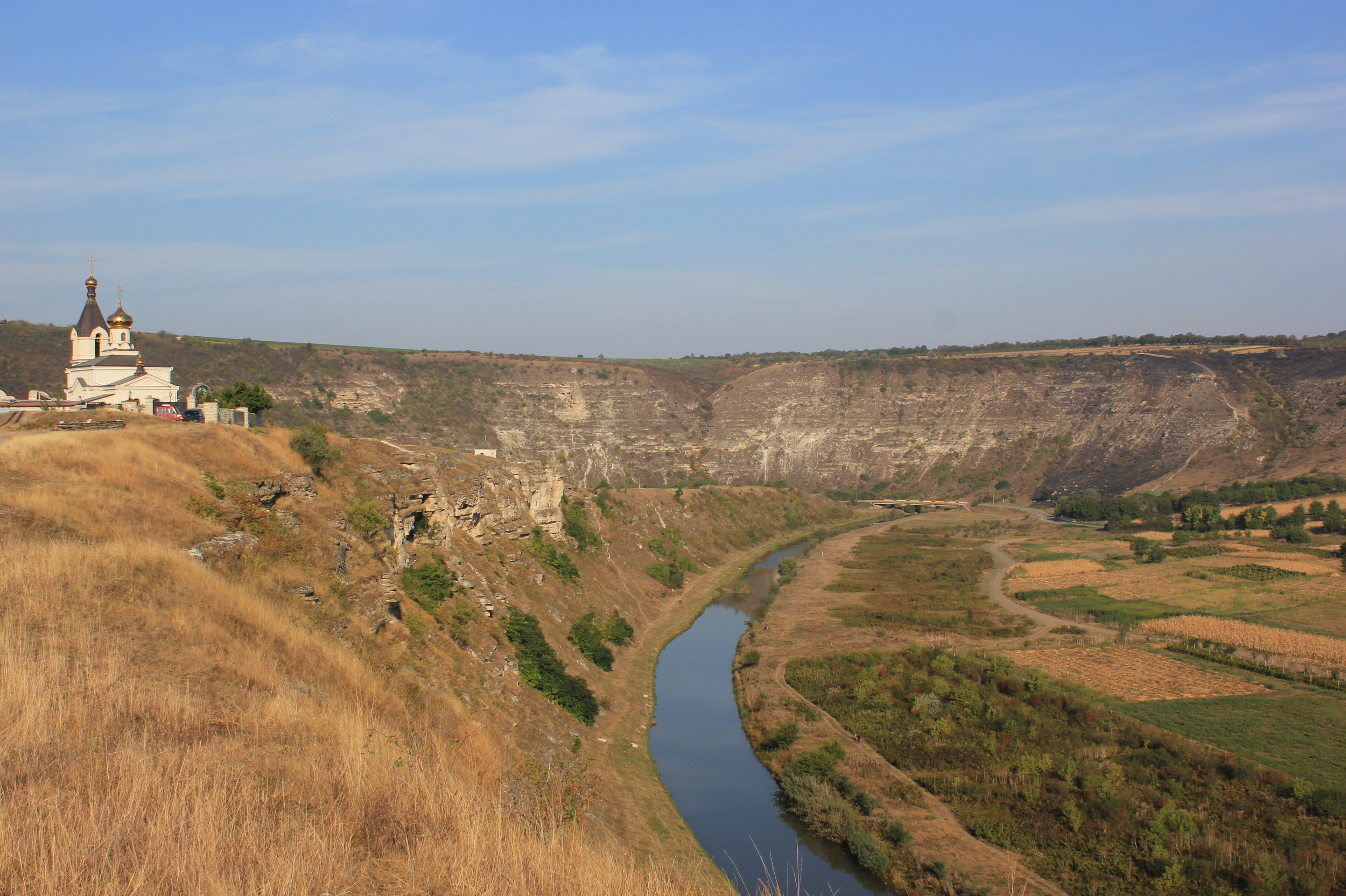
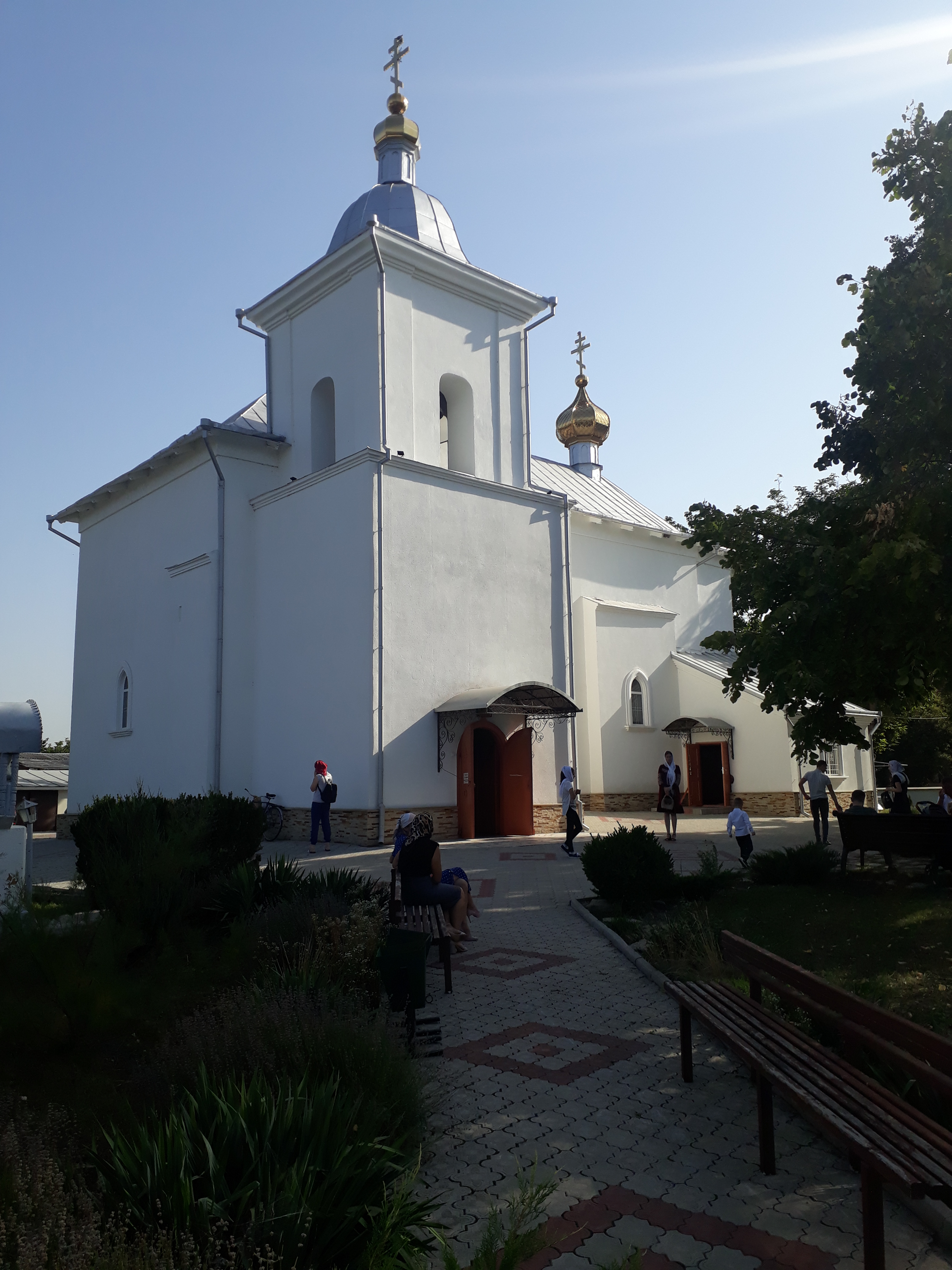
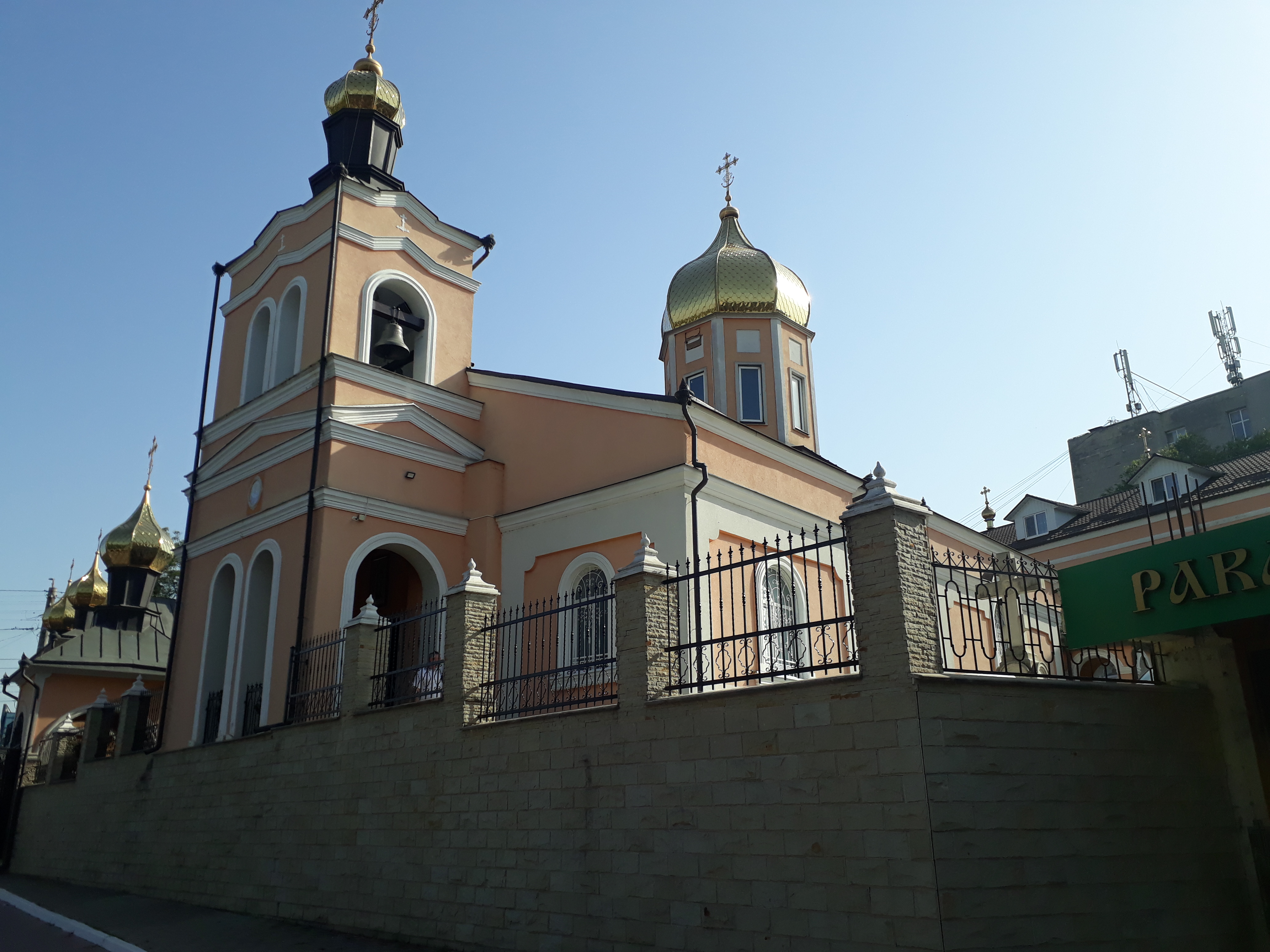
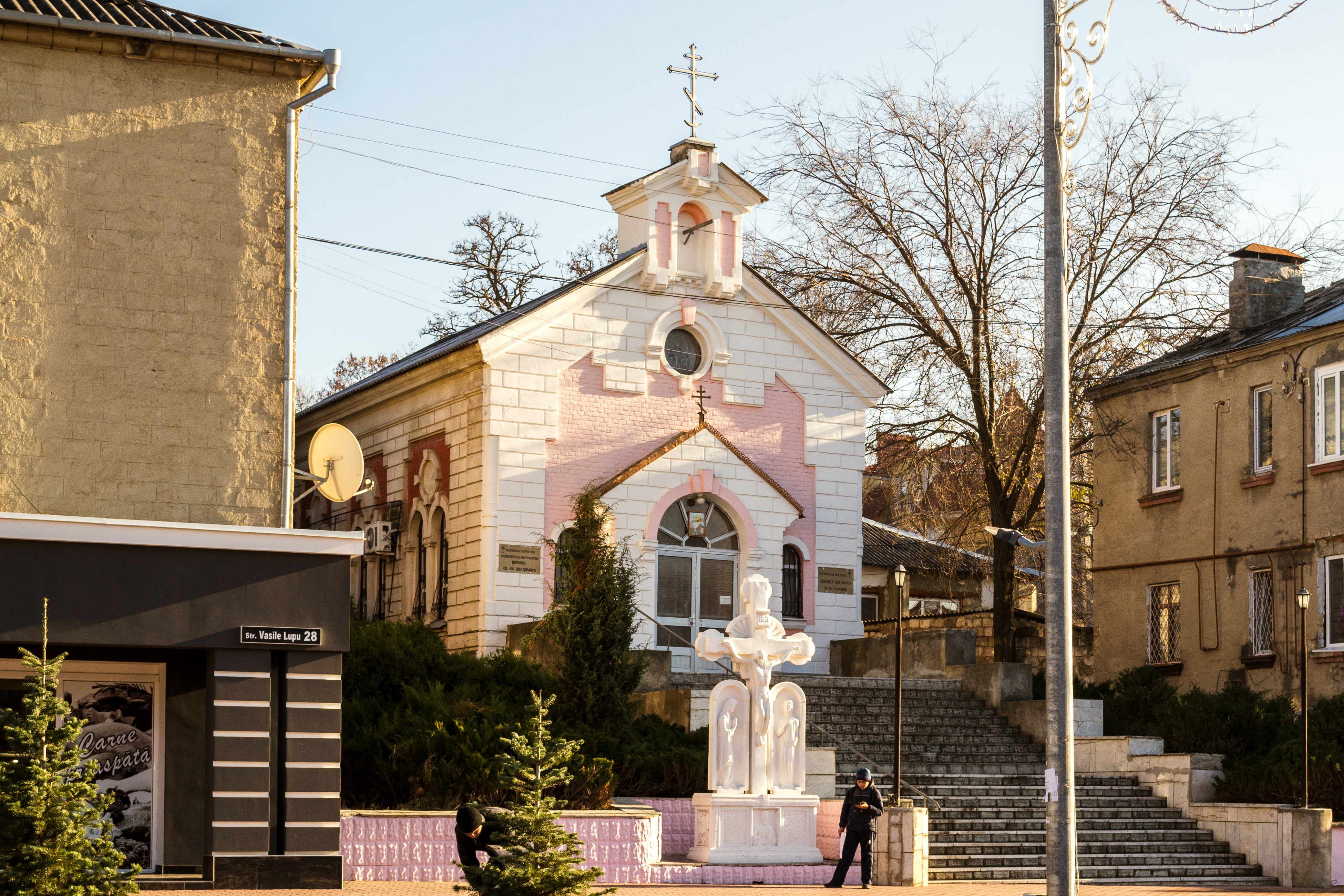
Вірменська церква «Пресвятої Богородиці»